# Mlinište (Zažablje)
Mlinište falu Horvátországban, Dubrovnik-Neretva megyében. Közigazgatásilag Zažablje községhez tartozik, a község központi települése.

## Fekvése
Makarskától légvonalban 58, közúton 88 km-re délkeletre, Pločétől légvonalban 16, közúton 36 km-re délkeletre, a hercegovinai határ közelében, a Mislina-patak partján fekszik. Határának keleti része hegyes, nyugati része sík, mocsaras. A falu belterülete e két rész határán fekvő keskeny, megművelhető területen fekszik.

## Története
A település magasabban fekvő területei már ősidők óta lakottak voltak, melyet az itt található illír halomsírok is bizonyítanak. Ilyen halomsírok találhatók a falu határához tartozó Kalunišćén, Gradina Bljuštovacon, Jejovicán és Mali Humon. A települések védelmére épített ősi várakból hétnek a maradványai maradtak fenn. Illír vármaradványok találhatók a Mliništéhez tartozó Čelin és Marin Vijenac nevű magaslatokon. A római uralom idején az 1. században a község területén kisebb települések voltak. A horvátok ősei a 7. – 8. században foglalták el ezt a területet. Az ő középkori jelenlétükről néhány fennmaradt sírkő tanúskodik. Ilyen 14. – 15. századi sírkövek találhatók a szomszédos Vidonje területén is. A község területét már 1482 előtt elfoglalta a török és egészen 1694-ig török uralom alatt állt. A török uralom idején is folyamatosan éltek itt horvátok, melyet a közeli vidonjai Keresztelő Szent János templom 1616-ban történt felépítése is bizonyít.
A török alóli felszabadítás után 1694-től két hullámban a szomszédos Hercegovinából érkezett horvát ajkú lakosság telepedett itt le. Az első hullám közvetlenül 1694 után, a második nagyobb hullám az ún. kis háború (1714-1718) idején érkezett. Ekkor alakultak ki a község mai települései, melyek 1720-ig a slivno ravnoi plébániához tartoztak. Ekkor alapította meg Nikola Bijanković püspök az önálló vidonjei plébániát, melyhez Mlinište is tartozott. A velencei uralomnak 1797-ben vége szakadt és osztrák csapatok vonultak be Dalmáciába. 1806-ban az osztrákokat legyőző franciák uralma alá került, de Napóleon lipcsei veresége után 1813-ban újra az osztrákoké lett. A településnek 1880-ban 72, 1910-ben 131 lakosa volt. 1918-ban az új szerb-horvát-szlovén állam, majd később Jugoszlávia része lett.
A második világháború idején a Független Horvát Állam része volt. A háború után a szocialista Jugoszlávia része lett. Megindult a mocsaras területek meliorációja, mely még ma sem fejeződött be teljesen. A nehéz életkörülmények a község falvainak fokozatos csökkenéséhez vezettek. Sokan vándoroltak ki a Neretva völgyébe, Metkovićra, de a világ számos részére is. 1992-ben megalakult Žažblje, az ország egyik legfiatalabb községe, melynek Mlinište lett a székhelye. A településnek 2011-ben 335 lakosa volt, akik főként a mezőgazdaságból éltek.

## Népesség
| Lakosság változása | Lakosság változása | Lakosság változása | Lakosság változása | Lakosság változása | Lakosság változása | Lakosság változása | Lakosság változása | Lakosság változása | Lakosság változása | Lakosság változása | Lakosság változása | Lakosság változása | Lakosság változása | Lakosság változása | Lakosság változása |
| ------------------ | ------------------ | ------------------ | ------------------ | ------------------ | ------------------ | ------------------ | ------------------ | ------------------ | ------------------ | ------------------ | ------------------ | ------------------ | ------------------ | ------------------ | ------------------ |
| 1857               | 1869               | 1880               | 1890               | 1900               | 1910               | 1921               | 1931               | 1948               | 1953               | 1961               | 1971               | 1981               | 1991               | 2001               | 2011               |
| 0                  | 0                  | 72                 | 86                 | 126                | 131                | 0                  | 0                  | 276                | 322                | 548                | 478                | 552                | 481                | 419                | 335                |

(1948-tól és 1981-ig településrészként. Csak 1991-től számít önálló településnek. 1857-ben, 1869-ben, 1921-ben és 1931-ben lakosságát Vidonjéhoz számították.)

## Nevezetességei
- Jézus szíve tiszteletére szentelt új plébániatemploma 1968 és 1971 között épült. A templom hasított kereszt alaprajzú, tervezője Eugenija Hamzić volt. A szentély szélessége 5, a hosszanti oldal 21, a homlokzat fesztávja 31 méter. Az oltár feletti magassága 12 méter, mely fokozatosan lejtve a homlokzatnál 6 méterre csökken. Az ablakokon beáramló fény közvetetten világítja meg a belső teret kellemes hatást keltve. A harangtorony 23 méter magas. 1974-ben építették Anđelko Dukić atya idejében, akinek a nevéhez fűződik a berendezés kialakítása, az oltár mögötti nagy kereszt elhelyezése. A Szent Liberant és Keresztelő Szent Jánost ábrázoló nagyméretű mozaikkép Andrija Kukoč spliti művész alkotása. A Jézust és Máriát ábrázoló szobrok, valamint az 1696-ból származó Szent Liberan mellszobor a templom nagy jótevőjének, Paderborn püspöknek az ajándéka. Az eredeti márvány szembemiséző oltár a templom építtetőjének, Stjepan Vrdoljaknak az ajándéka volt, de 1999-ben az egész szentélyt átrendezték és új oltárt építettek, mely egyetlen fehér kőtömbből készült. Az ablakokat, a kapuzatot, a szobrokat és a mozaikot vidonjai hívek, illetve innen elszármazottak adományaiból fizették. A templomot 1975. június 6-án emelték plébániatemplom rangjára. Szent Leopold Bogdan Mandićnak a templom előtt életnagyságú bronzszobrot állítottak.
- A Szent Rókus kápolnát 1931-ben építették. Félköríves bejárata felett két körablak látható. A homlokzat felett egy harang számára kialakított nyitott harangtorony látható tetején kőkereszttel. Az oltárfülkékben Szent Antal és Szent Rókus szobrai láthatók. A kápolna fontos szerepet játszott a II. világháború utáni időkben, amikor a nép tömegesen települt le az út menti új településre és az új plébániatemplom felépítéséig az egész nyári időszakban itt tartották a szentmiséket és egyéb istentiszteleteket, valamint a hittan oktatást is. A kápolna melletti testvériségi házra építették fel 1952-ben az új plébániaházat.
- A falu területének keleti, hegyes részén Kalunišćén, Gradina Bljuštovacon, Jejovicán és Mali Humon hét történelem előtti, feltehetően illír eredetű halomsír található.
- Illír várak romjai találhatók a falu keleti részén levő Čelin és Marin Vijenac nevű magaslatokon.

## Gazdaság
A gazdasági élet alapja a mezőgazdaság, de a község területének ma is csak kisebb része művelhető terület. A II. világháborút követően végzett vízrendezési munkák folyamán a mocsártól újabb területeket hódítottak el és vettek művelés alá.